# Saadani nationalpark

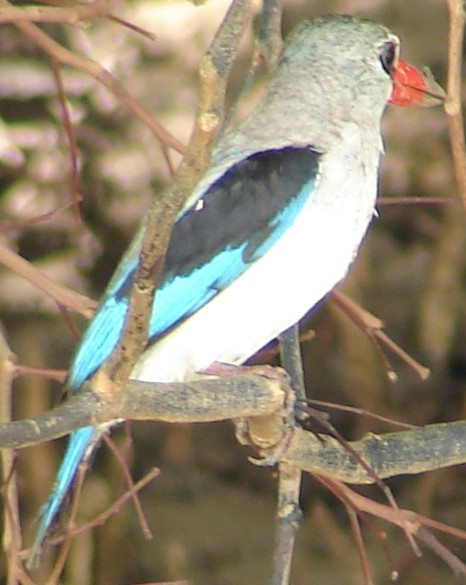
Mangrovekungsfiskare

Saadani nationalpark ligger i östra Tanzania cirka 45 km norr om Bagamoyo i distrikten Bagamoyo och Pangain och har en yta på 1100 km2. Saadani är den enda nationalparken i landet som ligger vid kusten.

## Historia
Saadani viltreservat bildades officiellt 1969 i samarbete med lokalbefolkningen som blev kompenserade för deras förlorade odlingsmark. Samtidigt öppnades en djurpark i anslutning till reservatet som till en början omfattade cirka 200 km2. Sedan dess har fler områden som södra och norra Mkwaja och Zaraninge skogsreservat tillkommit och 2005 fick Saadani nationalparksstatus.

## Djurliv
Grön havssköldpadda kommer för att lägga ägg på Saadanis stränder och längs Wamifloden finns stora flodhästgrupper och nilkrokodiler. Längs floden finns goda möjligheter att se kungsfiskare, skrikfiskörn och många vadare.
I skogen och buskskogen finns skygga elefanter, leoparder, större kudu, suniantilop, dykarantilop, östlig svartvit guereza och galagoer.
På savannen finns afrikansk buffel, lichtensteins hartebeest, ellipsvattenbock, bohorrörbock, vårtsvin, giraffer, strimmig gnu, zebra och eland. Lejon finns i parken även man sällan ser dem. Fläckig hyena, genetter, vanligt piggsvin, civett är aktiva på natten.

## Säsong
Bästa tiden för att se vilt är januari och februari och från juni till augusti. Under april och maj kan vägarna vara svårframkomliga.

## Kommunikationer
Med bil från Dar es Salaam är det 200 km via Chalinze-Msatavägen. Det går dagligen bussar från Dar es Salaam, Tanga och Mkwaja till Saadani. Dessutom har Saadani en landningsbana.